# Jamník (přítok Ostravice)
Jamník je horský potok, jehož celý tok se nachází v katastru obce Staré Hamry v pohoří Moravskoslezské Beskydy v okrese Frýdek-Místek v Moravskoslezském kraji. Je to pravostranný přítok řeky Ostravice, která patří do povodí veletoku Odry a úmoří Baltského moře. Potok má jméno podle vesnice Jamník, kterou protéká.

## Popis toku
Jamník pramení na lukách mezi osadami Pogrůň, přírodní památkou Podgrůň a Charbulákem na Gruni ve Starých Hamrech. Nejprve teče severo-severozápadně horským kaňonem a pak se stáčí k jihozápado-západu. Kaňonem protéká po celém svém toku. Ve vesnici Jamník křižuje cyklostezku (poblíže naučné stezky Grůň - Bílý Kříž). Pak, pod horou Kyčera (657 m n. m.), se pozvolným obloukem stáčí k severozápadu a ústí zprava do řeky Ostravice ve vodní nádrži Šance.

## Galerie

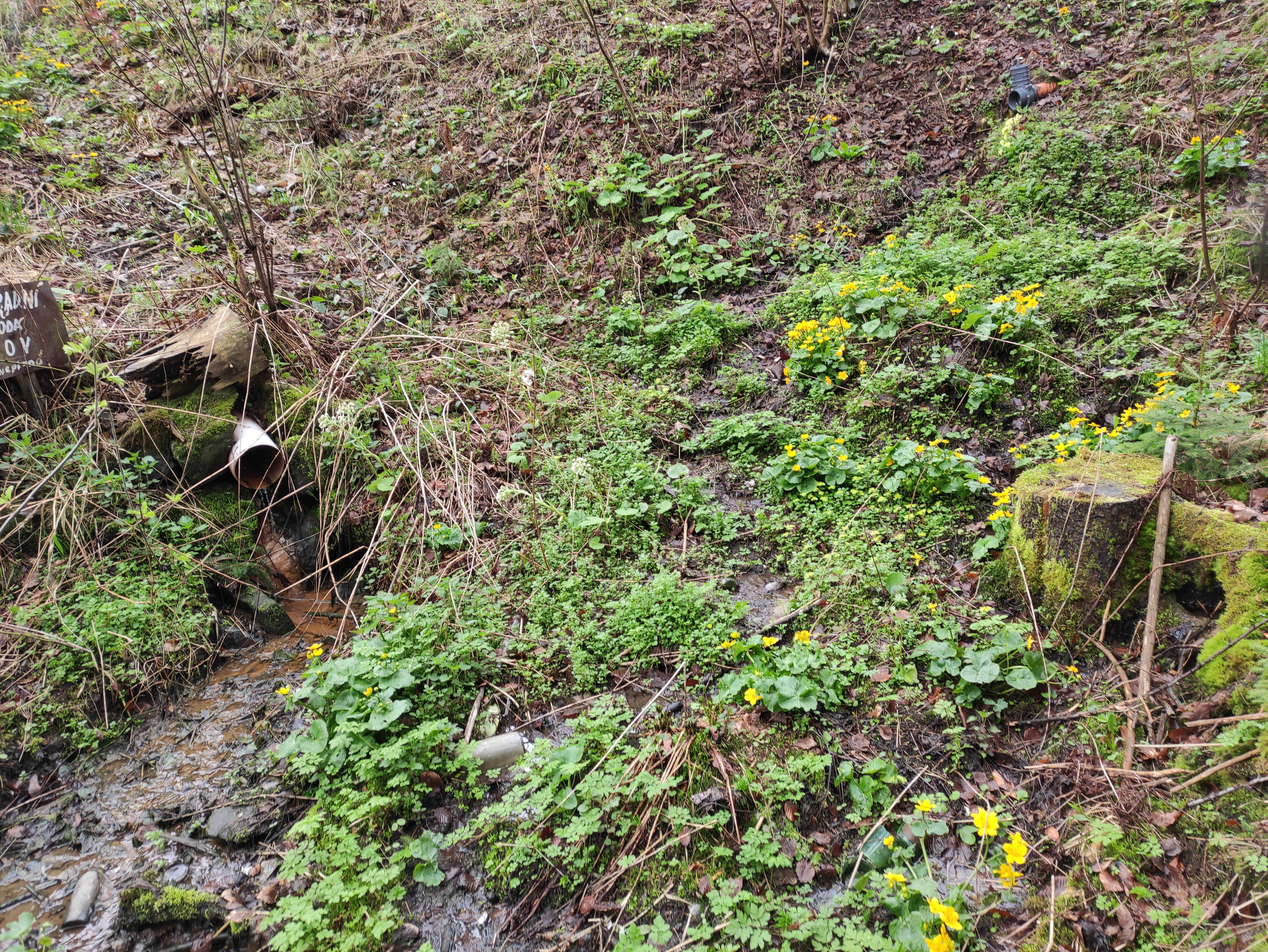
Pramen Jamníku